# Herman Teeuwen (doelman)
Herman Teeuwen (Oss, 11 augustus 1958) is een voormalig voetbaldoelman van RKC Waalwijk.

## Biografie
Teeuwen kwam pas op latere leeftijd in het betaald voetbal terecht. Hij begon bij O.S.S.’20 en vanaf 1979 speelde hij in de hoofdklasse bij TOP Oss. In 1988 sloot hij zich aan bij RKC Waalwijk, waar hij in 1988, op 28-jarige leeftijd, zijn debuut maakte. Teeuwen bleef zes jaar lang een vaste waarde in het Waalwijkse doel, maar in 1994 moest hij, door een slepende rugblessure stoppen.
Na zijn actieve carrière keerde hij terug naar TOP Oss om daar commercieel directeur en later algemeen directeur te worden. Daar bleef hij acht jaar om vervolgens in Oss en in Rosmalen twee sportwinkels te openen.

## Carrièreoverzicht
| Seizoen | Club         | Competitie | Wed. | Goals |
| ------- | ------------ | ---------- | ---- | ----- |
| 1988/89 | RKC Waalwijk | Eredivisie | 15   | 0     |
| 1989/90 | RKC Waalwijk | Eredivisie | 34   | 0     |
| 1990/91 | RKC Waalwijk | Eredivisie | 34   | 0     |
| 1991/92 | RKC Waalwijk | Eredivisie | 32   | 0     |
| 1992/93 | RKC Waalwijk | Eredivisie | 32   | 0     |
| 1993/94 | RKC Waalwijk | Eredivisie | 22   | 0     |
| Totaal  | Totaal       | Totaal     | 169' | 0     |

## Trivia
- Herman Teeuwen moet niet verward worden met naamgenoot en oom Herman Teeuwen, die in de jaren 1950 furore maakte bij VVV-Venlo en naar wie de Herman Teeuwen Memorial is genoemd.